# Gordon Peak (Mac-Robertson-Land)
Der Gordon Peak ist ein 1467 m (nach anderer Angabe 1484 m) hoher Berg im ostantarktischen Mac-Robertson-Land. Er ist der höchste Gipfel der Sørtindane in den Framnes Mountains.
Der Berg diente Wissenschaftlern auf der Mawson-Station im Jahr 1965 der Errichtung einer trigonometrischen Messstation. Das Antarctic Names Committee of Australia benannte ihn nach P. John Gordon, der in jenem Jahr als Funktechniker auf der Mawson-Station tätig war.